# Рафаель Ороско Маестре
Рафаель Хосе Ороско Маестре (ісп. Rafael José Orozco Maestre; 24 березня 1954, Бесерріль — 11 червня 1992, Барранкілья) — колумбійський співак та композитор. Він один з головних представників популярної колумбійської народної музики.

## Біографія
Народився 24 березня 1954 року в Бесерріль, Він просував середню школу в Національній школі Лопера де Вальедупар. Рафаель Ороско був співаком Лучано Поведа і його групи, але тільки для анімації приватних вечірок. Після цього він теж не записувався з Хуліо де ла Осса. Ороско вперше записався в 1975 році з акордеоністом Еміліо Ов'єдо. Випадково Рафаель зустрів Ісраеля Ромеро, відомого акордеоніста з Вільянуева, Ла Гуахіра. Два місяці по тому Рафаель Ороско Маестро і Ісраель Ромеро заснували музичну групу Binomio de Oro. Вони отримали 16 золотих нагород і 2 платинові нагороди.
Рафаель Ороско був убитий озброєним чоловіком в своєму будинку в Барранкилье в 1992 році, очевидно, з міркувань пристрасті.

## Особисте життя
Рафаель Ороско одружився з Кларою Оленою Кабелло Сальмієнто 5 березня 1976 року в церкві Санта-Бернардіта в Баранкільї. У них було три дочки — Келлі Йоганна, Венді Джорані та Лотарингія.

## Дискографія
- 1977 — Binomio de oro
- 1977 — Por lo alto
- 1978 — Enamorado como siempre
- 1978 — Los Elegidos
- 1979 — Súper vallenato
- 1980 — Clase aparte
- 1980 — De caché
- 1981 — 5 años de oro
- 1982 — Festival vallenato
- 1982 — Fuera de serie
- 1983 — Mucha calidad
- 1984 — Somos vallenato
- 1985 — Superior
- 1986 — Binomio de oro
- 1987 — En concierto
- 1988 — Internacional
- 1989 — De Exportación
- 1990 — De fiesta con binomio de oro
- 1991 — De américa
- 1991 — Por siempre